# Wola (powiat żniński)
Wola – wieś w województwie kujawsko-pomorskim, w powiecie żnińskim, w gminie Rogowo.
W latach 1975–1998 miejscowość należała administracyjnie do województwa bydgoskiego. Według Narodowego Spisu Powszechnego (III 2011 r.) liczyła 89 mieszkańców. Jest 21. co do wielkości miejscowością gminy Rogowo.

## Zabytki
Według rejestru zabytków NID na listę zabytków wpisany jest zespół dworski, nr rej.: 173/A z 15.06.1985: dwór z końca XIX w. i park.